# Ben Barnicoat
Ben Barnicoat, född 20 december 1996 i Chesterfield är en brittisk racerförare.

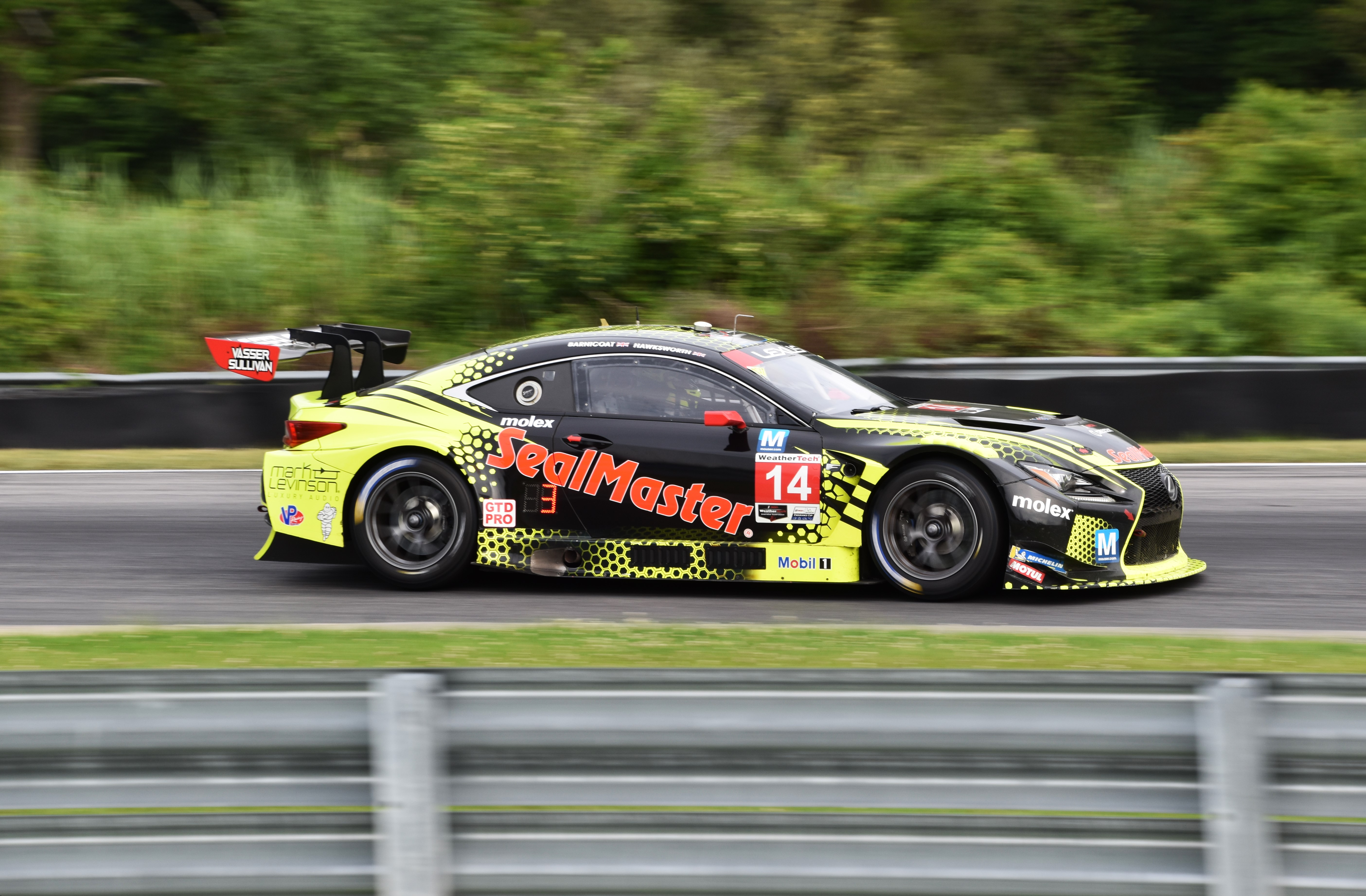
Barnicoat på Lime Rock Park 2023.